# 拉塔
50°14′25″N 23°36′32″E / 50.24028°N 23.60889°E
拉塔（烏克蘭語：Рата），是烏克蘭西部的村莊，隸屬利維夫州的利維夫區。該村始建於1939年，面積1.33平方公里，2001年人口639，人口密度每平方公里480.45人。